# Rudolf Pawlikowski
Rudolf Pawlikowski (* 16. Juni 1868 in Dresden; † 10. November 1942 in Görlitz) war ein deutscher Maschinenbauingenieur, Erfinder und Unternehmer. Sein Name ist eng mit der Entwicklung des Kohlenstaubmotors verbunden.

## Leben
Rudolf Pawlikowski war der Sohn des Schuldirektors Ernst Desiderius Pawlikowski. Er studierte Maschinenbau an der Technischen Hochschule Dresden und schloss sein Studium 1893 mit der Note „Vorzüglich“ ab. Bis 1894 war er bei der BAMAG beschäftigt, wo er Versuche mit Gasmotoren für die Dessauer Straßenbahn durchführte, was ihn mit Hugo Junkers zusammenführte. Im Folgenden war er Mitarbeiter von Oskar von Miller. Mithilfe eines Stipendiums bereiste er 1897 Motorenfabriken in verschiedenen Ländern Europas. Im Anschluss wurde er Mitarbeiter von Rudolf Diesel, der ihn mit Leitungsaufgaben betraute. Wegen eines Streits über die Urheberschaft der Deutschen Reichspatente 109186 und 118875 verließ Pawlikowski Diesel im Februar 1898 und wurde zunächst Mitarbeiter der Dessauer Maschinenfabrik und noch im selben Jahr Chefingenieur bei der WUMAG in Görlitz. Noch in seinem letzten Lebensjahr bezeichnete er sich als Urheber der Patente.
Im Jahr 1902 machte Pawlikowski sich in Görlitz selbständig und erhielt im Lauf seines Arbeitslebens über 200 internationale Patente, deren Erlöse es ihm erlaubten, am Kohlenstaubmotor (Rupamotor) zu arbeiten. Seit 1911 widmete er sich der technischen Umsetzung des Kohlenstaubmotors, 1916 gelang ihm erstmals der stationäre Betrieb eines solchen Motors. Eine dauerhafte Lösung hinsichtlich Verschleiß, Kohlestaubförderung und Ascheentsorgung gelang ihm jedoch bis an sein Lebensende nicht. Der Kohlenstaubmotor blieb laut Manfred Rasch nur eine „technikgeschichtliche Episode“.
Rudolf Pawlikowski war seit 1893 Mitglied des Vereins Deutscher Ingenieure (VDI). Er gehörte zu den Gründungsmitgliedern des 1902 gegründeten Lausitzer Bezirksvereins des VDI.
Rudolf Pawlikowski war seit 1914 verheiratet (nach anderen Angaben hatte er zum Zeitpunkt seiner Hochzeit das 50. Lebensjahr bereits überschritten) und Vater von vier Söhnen und zwei Töchtern. Er wurde auf dem Städtischen Friedhof Görlitz beigesetzt.